# Gryssjön, Ångermanland
Gryssjön är en sjö i Örnsköldsviks kommun i Ångermanland och ingår i Husåns huvudavrinningsområde. Sjön är 25 meter djup, har en yta på 1,16 kvadratkilometer och är belägen 138 meter över havet. Sjön avvattnas av vattendraget Husån.

## Delavrinningsområde
Gryssjön ingår i det delavrinningsområde (705649-166227) som SMHI kallar för Utloppet av Gryssjön. Medelhöjden är 175 meter över havet och ytan är 12,2 kvadratkilometer. Räknas de 51 avrinningsområdena uppströms in blir den ackumulerade arean 301,88 kvadratkilometer. Avrinningsområdets utflöde Husån mynnar i havet. Avrinningsområdet består mestadels av skog (77 procent). Avrinningsområdet har 1,17 kvadratkilometer vattenytor vilket ger det en sjöprocent på 9,5 procent.